# Psydrax moandensis
Psydrax moandensis är en måreväxtart som beskrevs av Diane Mary Bridson. Psydrax moandensis ingår i släktet Psydrax och familjen måreväxter. Inga underarter finns listade i Catalogue of Life.